# Daan Kagchelland
Danièl "Daan" Marinus Johannes Kagchelland (Roterdã, 25 de março de 1914 — Haia, 24 de dezembro de 1988) foi um velejador neerlandês, campeão olímpico. Ele competiu nos Jogos Olímpicos de Verão de 1936 na classe O-Jolle e conquistou a medalha de ouro na disputa a bordo do Nürnberg.
Ele começou a velejar aos 14 anos de idade. Depois de ganhar a medalha de ouro, Kagchelland, engenheiro mecânico formado, foi recebido com entusiasmo em Rotterdam junto com a tricampeã olímpica de natação Hendrika Mastenbroek.